# Luke Black
Luke Black, artistnamn för Luka Ivanović, född 18 maj 1992 i Čačak, är en serbisk sångare och låtskrivare.
Hans musik beskrivs som elektropop och experimentell popmusik. Luke Black blev han den första serbiske artisten som fick kontrakt med Universal Music Group, där han släppte sin debut-EP, "Thorns", i februari 2015.
Luke Black representerade Serbien i Eurovision Song Contest 2023 med låten "Samo mi se spava".

## Diskografi

### EP
- Thorns, (Universal Music Group, 2015)
- Holding On To Love Remix, (Universal Music Group, 2015)
- Neoslavic, (Universal Music Group, 2018)
- F23.8, (Luke Black Recordings, 2023)

### Singlar
| Titel                             | År   | Album          |
| --------------------------------- | ---- | -------------- |
| Nebula Lullaby                    | 2014 | —              |
| D-Generation                      | 2015 | Thorns (EP)    |
| Holding On To Love                | 2015 | Thorns (EP)    |
| Jingle Bell Rock / Nebula Lullaby | 2015 | —              |
| Demons                            | 2016 | —              |
| Walpurgis Night                   | 2017 | Neoslavic (EP) |
| Olive Tree                        | 2017 | Neoslavic (EP) |
| Frankensteined (feat Majed)       | 2019 | —              |
| A house on the hill               | 2021 | F23.8 (EP)     |
| Amsterdam                         | 2021 | F23.8 (EP)     |
| Heartless                         | 2021 | F23.8 (EP)     |
| 238                               | 2022 | F23.8 (EP)     |
| Samo mi se spava                  | 2023 | —              |
| I'm So Happy                      | 2023 | —              |
| God's Too Cool                    | 2023 | —              |
| Chainsaws in Paradise             | 2024 | —              |